# Xolmis dominicanus
Xolmis dominicanus là một loài chim trong họ Tyrannidae.